# Eleutherodactylus interorbitalis
Eleutherodactylus interorbitalis är en groddjursart som först beskrevs av David A. Langebartel och Shannon 1956.  Eleutherodactylus interorbitalis ingår i släktet Eleutherodactylus och familjen Eleutherodactylidae. IUCN kategoriserar arten globalt som otillräckligt studerad. Inga underarter finns listade i Catalogue of Life.